# Filini (pasta)
I filini sono un tipo di pasta minuta diffusa in tutta Italia.

## Descrizione
Si tratta di sottilissimi fili di pasta, lunghi 11 millimetri e con diametro di 0,75 mm, che cuociono rapidamente e vengono usati per cucinare zuppe e minestre. I filini esistono possono presentarsi sia freschi che essiccati. La pasta prende il nome, appunto, dai "filini", termine usato nella lingua italiana per indicare dei "piccoli baffi da gatto".

## Storia
Stando a quanto afferma l'Archivio Storico Barilla, i filini sono «citati in testi del XVII secolo, erano preparati da alcuni monasteri femminili e inviati, con un curioso cerimoniale, alle puerpere o agli ammalati delle famiglie nobili della città eterna.»